# Leucania leucosphaenoides
Leucania leucosphaenoides là một loài bướm đêm trong họ Noctuidae.